# 니시마쓰모토촌
니시마쓰모토촌(西松本村)은 나라현 미나미카쓰라기군에 있던 촌이다.  현재의 고세시에 해당한다.

## 역사
- 1889년 4월 1일 - 정촌제 시행에 의해 근세이후 가쓰조군 니시마쓰모토촌이 성립하였다.
- 1897년 4월 1일 - 군제 시행으로 미나미카쓰라기군이 성립하여 니시마쓰모토촌은 미나미카쓰라기군 속하게 되었다.
- 1915년 1월 1일 - 구지라촌, 히가시마쓰모토촌, 다케다촌, 고바야시촌, 나라하라촌, 미무로촌, 가마타촌과 합병해 다이쇼촌이 성립하여, 동일 니시마쓰모토촌은 폐지되었다.

## 교통

### 철도
촌내에  와카야마선이 지나갔지만 역은 존재하지 않았다. 당시 긴테쓰 고쇼선은 미개통이었다.

### 도로
- 시모가도(현 국도 24호선)

## 참고문헌
- 日本書房編『日本地名大辞典 第5巻』日本書房、1937-1938年。
- 『가도카와 일본 지명 대사전 29 奈良県』。